# Pedro Mendes de Gandarei
Pedro Mendes de Gandarei ou de Candarei foi um Cavaleiro medieval do Reino de Portugal e 2.º Senhor da Quinta e Honra de Gandarei ou de Candarei, senhorio onde sucedeu ao seu pai. Viveu durante os reinados D. Afonso I de Portugal e do seu filho D. Sancho I de Portugal. Durante as campanhas militares realizadas por estes reis contra os mouros acompanhou-os no campo de batalha juntamente com o seu pai.

## Relações familiares
Foi filho de Mem Moniz de Gandarei e de Cristina. Casou por duas vezes, a primeira com D. Elvira Martins de Nomães, filha de D. Martins Gonçalves de Nomães, de quem não teve geração. E a segunda com Elvira Martins, filha de Martim Fernandes de Riba de Vizela,  de quem teve:
- Martim Pires Machado,[1] casou com Maria Pires Moniz filha de Pedro Moniz,[2]
- Rui Pires de Gandarei casou com Teresa Vasques,[1]
- Afonso Pires (c. 1200 -?) casou com Valaquida Pires.[1]